# Prisma (revista)
Prisma fou una revista de gran qualitat dedicada a l'art i a la literatura i estava bellament il·lustrada. El primer número fou publicat el setembre de 1930 a Vilanova i la Geltrú i van continuar sortint números fins al 15 de juliol de 1936. A la revista, hi eren exaltats tots els valor artístics i literaris de Vilanova i la Geltrú. A més a més, les il·lustracions normalment consistien en reproduccions de teles i dibuixos d'artistes de Vilanova. Les il·lustracions van ser fetes per Joaquim Mir, Alexandre de Cabanyes i Marquès, Enric Cristòfor Ricart i Nin, M. Torrents, Joan Llaverias i Labró, Salvador Mestres, entre d'altres. El primer número duia originals signats per J. Blanch Ros, Teresa Miro, Manuel Amat Rosés, N. Omar Robin, Francesc Casals i Francesc Muntaner. L'original capçalera era de P. Serra Briones (Peseb) i de Salvador Mestres.
En un primer moment tenia una periodicitat mensual i estava dirigida per Ramon Ferrer i Parera però l'1 d'abril de 1936 va passar a ser dirigida per Manuel Amat Rosés. La redacció estava a Rambla Macià de la mateixa població. Pel que fa al format de la revista, tenia una grandària de 280 x 220 mm i tenia 16 pàgines. A partir del canvi de director de 1936, el número va passar a tenir una grandària de 333 x 355mm amb 8 pàgines a 4 columnes. A més, va passar a publicar-se quinzenalment i tenia un preu de trenta-cinc cèntims de pesseta. Aquesta revista va continuar amb la numeració de la primera època i tenia el mateix caràcter i temàtica. De la primera època van aparèixer 22 números, l'últim el desembre de 1935, i en total es van editar 30 números.